# Гювенч, Гюнай
Гюнай Гювенч (тур. и нем. Günay Güvenç; 25 июня 1991 года, Ной-Ульм) — турецкий и немецкий футболист, вратарь клуба «Галатасарай».

## Клубная карьера
Гюнай Гювенч — воспитанник немецкого клуба «Ульм 1846». С 2009 года он представлял другой баварский клуб «Штутгартер Кикерс», за который выступал в Региональной лиге, а затем и в Третьей лиге.
Летом 2013 года Гюнай Гювенч перешёл в «Бешикташ», который в январе 2014 года отдал его в аренду команде Первой лиги «Аданаспор» до конца сезона. 22 марта 2015 года он дебютировал в Суперлиге, заменив в самом конце первого тайма дерби с «Фенербахче» вратаря «Бешикташа» Толгу Зенгина.
Летом 2016 года Гюнай Гювенч перешёл в турецкий «Гёзтепе», который по итогам следующего сезона вернулся в Суперлигу.

## Достижения
«Бешикташ»
- Чемпион Турции: 2015/16

«Галатасарай»
- Чемпион Турции (2): 2023/24, 2024/25
- Обладатель Кубка Турции: 2024/25
- Обладатель Суперкубка Турции: 2023